# بلانکو ۴۴۷۸
سیارک ۴۴۷۸ (به انگلیسی: 4478 Blanco، نامگذاری:1984HG1) چهار هزار و چهارصد و هفتاد و هشتمین سیارک کشف شده‌است که در ۲۳ آوریل ۱۹۸۴ کشف شد.
قدر مطلق سیارک برابر ۱۳٫۹۰ است.